# 1268 Либија
1268 Либија (енгл. 1268 Libya) је астероид. Приближан пречник астероида је 94,10 ,
а средња удаљеност астероида од Сунца износи 3,961 астрономских јединица (АЈ).
Инклинација (нагиб) орбите у односу на раван еклиптике је 4,423 степени, а орбитални период износи 2879,879 дана (7,884 година). Ексцентрицитет орбите астероида износи 0,103.
Апсолутна магнитуда астероида износи 9,12 а геометријски албедо 0,044.
Астероид је откривен 29. априла 1930. године.